# La mano visible
La mano visible (La mano visibile) è un cortometraggio argentino del 2015 scritto e diretto da Gael García Bernal. Il film è stato presentato al  Sundance Institute Short Film Festival.

## Trama
A Buenos Aires, una giovane parrucchiera domiciliare di nome Romina si presenta a casa di Susana, una donna di mezza età, vedova, e con un figlio adolescente. Romina lavora per una piattaforma online, è probabile che il suo lavoro non nasca da una vocazione ma dal bisogno di denaro. Susana non si sente a suo agio, è nervosa e cerca di prendersi del tempo. Il taglio di capelli le ricorda il suo defunto marito che sposò ad appena 20 anni. Quando appare suo figlio Julio, Susana insiste affinché sia lui il primo a tagliarsi i capelli. Julio è appassionato di skateboard, i suoi capelli biondi sono troppo lunghi per i gusti della madre, che al contrario vorrebbe vedere suo figlio con un taglio più adeguato agli standard giovanili. La parrucchiera, eseguendo gli ordini, è osservatrice silente dei retroscena di una famiglia che sta soffrendo. Dettagli poco importanti come il taglio dei capelli possono diventare un valido strumento di analisi per conoscere un po' più da vicino le emozioni sottese che ogni famiglia porta con sé.